# Luigi Pedrazzini
Luigi Pedrazzini (Locarno, 4 marzo 1953) è un politico, avvocato e giornalista svizzero-italiano del Partito Popolare Democratico eletto nel Consiglio di Stato del Canton Ticino.

## Biografia
Dopo aver studiato diritto a Zurigo, è stato direttore del giornale Popolo e Libertà, organo ufficiale del Partito Popolare Democratico (PPD), e della Società Elettrica Sopracenerina. Deputato al Gran Consiglio ticinese, nel 1999 è stato eletto Consigliere di Stato, direttore del dipartimento delle Istituzioni. È stato due volte Presidente del Consiglio di Stato.
È sposato e ha quattro figli. Il 30 agosto 2009, è stato proposto dalla sezione cantonale del Partito Popolare Democratico come candidato alla successione di Pascal Couchepin, membro del Consiglio federale dimissionario.